# FindBugs
FindBugs es un programa de tipo código abierto creado por William Pugh que busca errores en programas escritos en código Java. Utiliza análisis estático para identificar cientos de tipos de errores potenciales en programas Java. FindBugs opera en Java bytecode, en lugar de código fuente. El software se distribuye como una aplicación GUI independiente. También hay disponibles complementos para Eclipse, Netbeans, e IntelliJ IDEA